# Tuéris

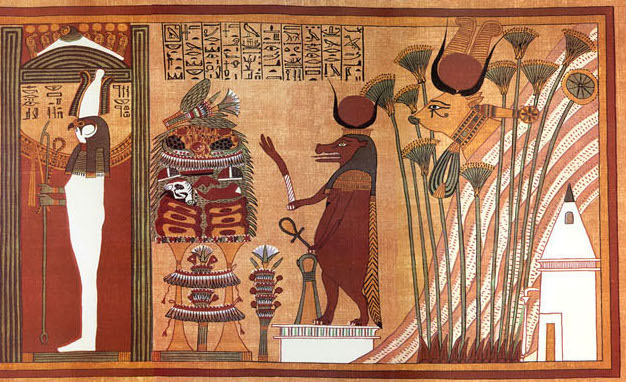
Livro dos mortos

Tuéris (em grego clássico: Θουέρις; romaniz.: Thouéris) ou Tauerete (em egípcio: Tȝ-wrt; "a grande [fêmea]") era a deusa protetora das mulheres em parto e fertilidade. Seu culto ocorre desde o Reino Antigo (r. 2686–2160 a.C.), mas parece ser uma das divindades cujo culto formal era inexistente. Apesar disso, dada a grande quantidade de estatuetas que lhe representam, deve ter tido relevante culto doméstico. É uma das primeiras deusas apotropaicas reconhecidas e há amuletos produzidos com sua imagem do Reino Antigo em diante, havendo grande quantidade proveniente de Amarna. Também foi representada em camas, descansos de cabeça e outros itens da mobília, itens cosméticos como unguentários e colheres e vários itens ligados à fertilidade como as chamadas "bonecas de remo". Vasos de faiança, similares a pequenos potes na forma humana feitos para reter leito materno, foram feitos em sua forma com buracos nos mamilos para derramamento, para uso mágico. Em Amarna, havia imagens suas e de Bes decorando casas e em Deir Almedina havia uma sala com altar em forma de cama e pinturas murais descrevendo Bes, Tuéris e mulheres peladas que podem ser associados a rituais do parto. Há ainda um grafite no pilone VIII do Templo de Carnaque em Tebas e estátuas dedicadas por oficiais como Pabes, alta camareira de Nitócris, divina adoradora de Amom (XXVI dinastia). Como "senhora do horizonte", era a constelação de hipopótamo, localizada pelos egípcios no hemisfério norte, e aparece no teto da câmara do sarcófago no túmulo de Seti I no Vale dos Reis.
Por seu papel protetivo, espalhou-se com o comércio e entrou na iconografia da Civilização Minoica de Creta, onde foi preservada sua forma apesar da modificação de seu papel como deusa da água. Às vezes foi associada a Ísis, por exemplo nalguns cipos da Época Baixa (r. 664–332 a.C.), embora a conexão não é sempre clara. Também foi geralmente associada a Hator, cuja peruca compartilhou. Na vinheta acompanhado o capítulo 186 do Livro dos Mortos no Papiro de Anhai, está junto da vaca Hator e parece estar identificada diretamente a ela, pois apenas Hator é citada no encantamento. Uma estela do Museu Metropolitano de Arte de Nova Iorque mostra-a ofertando diante de uma imagem de Mute (às vezes visto como uma forma de Hator) com Tie, esposa de Amenófis III, que parece ter se associado a Tuéris por alguma razão. Em decorrência da associação do hipopótamo macho com Seti, foi chamada de concubina de Seti, que, segundo Plutarco, tornou-se uma das seguidoras de Hórus na disputa pelo trono. Também foi dito que era esposa de Bes.
Sua iconografia é composta: a cabeça de hipopótamo, as pernas e braços de leão, a cauda de crocodilo, seios humanos pendentes e a barriga inchada de uma mulher grávida. Geralmente usa uma peruca feminina que pode ser encimada por uma touca emplumada, um módio, ou com chifres e disco solar. É geralmente exibida com boca aberta ou lábios puxados para trás e revelando dentes numa careta que talvez enfatize sua função protetora. Seus principais atributos são o simbolo sa de proteção, o símbolo ankh da vida, e a tocha, cuja chama visava tanto dissipar as trevas quanto as forças inimigas. Geralmente, o símbolo sa é o maior desses atributos e é colocado no chão diante dela que repousa uma ou ambas as patas sobre ele. Variantes dela incluem formas da deusa com a cabeça de um gato ou de uma mulher humana, como visto numa jarra de madeira entalhada na sua forma (ou de Ipete), mas com perfil da rainha Tie. Uma pequena figura de faiança (provavelmente uma cópia de um objeto da XVIII dinastia) é conhecida de uma data muito posterior - ptolemaica - que segue esta mesma forma, mas com as características faciais mais pronunciadas do Período de Amarna.  Em textos mágicos, a deusa pode ser referida como reret ou sou, benigna e protetora da criança Hórus, e assim invocada em favor de crianças envenenadas por picadas de escorpiões.